# Jessica Jones (serie televisiva)
Marvel's Jessica Jones, nota semplicemente come Jessica Jones e rinominata su Disney+ Marvel's A.K.A. Jessica Jones, è una serie televisiva statunitense sviluppata da Melissa Rosenberg e basata sull'omonimo personaggio dei fumetti Marvel Comics. La serie è ambientata all'interno del Marvel Cinematic Universe (MCU), ed è il secondo di una serie di show che conducono al crossover The Defenders. La serie è prodotta dalla Marvel Television in associazione con ABC Studios e Tall Girl Productions, con Rosenberg nel ruolo di showrunner.
Protagonista della serie è Krysten Ritter nei panni di Jessica Jones, una ex-supereroina che apre un'agenzia investigativa dopo la fine della sua carriera da supereroe. Fanno parte del cast anche Rachael Taylor e Carrie-Anne Moss, a cui si aggiungono Mike Colter, Wil Traval, Eka Darville, Erin Moriarty e David Tennant nella prima stagione e Leah Gibson, J. R. Ramirez, Terry Chen e Janet McTeer nella seconda stagione. La serie è girata a New York.
Tutti gli episodi della prima stagione sono stati pubblicati il 20 novembre 2015. La serie è stata accolta positivamente dalla critica, che ha lodato le performance di Ritter e Tennant, il tono noir della serie, e il suo approccio a temi delicati come lo stupro e il PTSD.
Nel gennaio 2016 la serie è stata rinnovata per una seconda stagione, distribuita l'8 marzo 2018. Nel mese di aprile 2018 la serie è stata rinnovata per una terza e ultima stagione che è stata pubblicata dalla piattaforma il 14 giugno 2019.

## Trama
L'ex-supereroina Jessica Jones, colpita da un disturbo da stress post-traumatico, apre un'agenzia investigativa per aiutare le persone e gli altri supereroi in difficoltà.

## Episodi
| Stagione         | Episodi | Pubblicazione |
| ---------------- | ------- | ------------- |
| Prima stagione   | 13      | 2015          |
| Seconda stagione | 13      | 2018          |
| Terza stagione   | 13      | 2019          |

## Personaggi e interpreti

### Principali
- Jessica Jones (stagione 1-3), interpretata da Krysten Ritter, doppiata da Giuppy Izzo.
- Patricia "Trish" Walker (stagione 1-3), interpretata da Rachael Taylor, doppiata da Monica Ward.
- Will Simpson (stagione 1, guest star stagione 2), interpretato da Wil Traval, doppiato da Alan Bianchi.
- Malcolm Ducasse (stagione 1-3), interpretato da Eka Darville, doppiato da Federico Campaiola.
- Hope Shlottman (stagione 1), interpretata da Erin Moriarty, doppiata da Rossa Caputo.
- Carl Lucas / Luke Cage (stagione 1, special guest star stagione 3), interpretato da Mike Colter, doppiato da Metello Mori.
- Jeri Hogarth (stagione 1-3) interpretata da Carrie-Anne Moss, doppiata da Emanuela Rossi.
- Killgrave (stagione 1, guest star stagione 2, cameo vocale stagione 3), interpretato da David Tennant, doppiato da Alessandro Quarta.
- Oscar Arocho (stagione 2, guest star stagione 3), interpretato da J. R. Ramirez, doppiato da Stefano Andrea Macchi.
- Pryce Cheng (stagione 2), interpretato da Terry Chen, doppiato da Enrico Pallini.
- Inez Green (stagione 2), interpretata da Leah Gibson, doppiata da Guendalina Ward.
- Alisa Jones (guest star stagione 1, stagione 2), interpretata da Miriam Shor (stagione 1) e da Janet McTeer (stagione 2), doppiata da Antonella Baldini (stagione 2).
- Erik Gelden (stagione 3), interpretato da Benjamin Walker, doppiato da Marco Vivio.
- Kith Lyonne (stagione 3), interpretata da Sarita Choudhury, doppiata da Emanuela Baroni.
- Gregory Sallinger (stagione 3), interpretato da Jeremy Bobb, doppiato da Alberto Bognanni.
- Zaya Okonjo (stagione 3), interpretata da Tiffany Mack

## Produzione

### Sviluppo
(Jeph Loeb, produttore esecutivo di Jessica Jones, sull'aspetto investigativo della serie.)

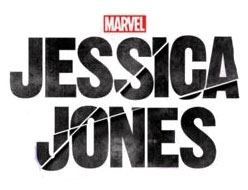
Logo della serie

Nel dicembre 2010 venne rivelato che Melissa Rosenberg era al lavoro su un adattamento televisivo della serie a fumetti Alias con protagonista Jessica Jones per conto della ABC. Al San Diego Comic-Con 2011 Jeph Loeb rivelò che la serie sarebbe stata incentrata su "una supereroina in disgrazia che cerca di ricostruire la sua vita a New York City", e che avrebbero fatto parte della serie Carol Danvers e Luke Cage. Nel novembre 2011 Rosenberg affermò che lo show era previsto per il 2012. Nel novembre 2011 Rosenberg svelò che la serie avrebbe fatto parte del Marvel Cinematic Universe, con riferimenti a Tony Stark e alle Stark Industries, affermando: "Facciamo sicuramente parte di quell'universo. Non stiamo in alcun modo negando la sua esistenza. E per quanto mi riguarda userò tutto ciò che potrò prendere da quell'universo". Inoltre confermò che Carol Danvers sarebbe stata una dei personaggi principali.
Nel maggio 2012 il presidente della ABC Paul Lee rivelò che il progetto era stato abbandonato. Nello stesso anno Rosenberg affermò di essere in contatto con altri canali a cui vendere la serie, dichiarando: "Non so se è una serie della ABC. Potrebbe essere una serie via cavo, davvero. Il fumetto è uno dei primi che la Marvel ha fatto per un pubblico adulto. Io ho abbassato un po' il livello per adattarlo a un canale come la ABC, ma è molto facile trasformarlo in un prodotto via cavo". Nell'ottobre 2013 Deadline disse che la Marvel era al lavoro su quattro serie televisive e una miniserie (per un totale di 60 episodi) da realizzare con un servizio di video on demand o un fornitore di prodotti via cavo, con Netflix, Amazon e WGN America interessati al progetto. Alcune settimane dopo, la Marvel e la Disney annunciarono di aver concluso un accordo con Netflix per trasmettere delle serie televisive su Daredevil, Jessica Jones, Pugno d'acciaio e Luke Cage e una miniserie sui Difensori. Rosenberg venne scelta come showrunner e produttrice esecutiva della nuova serie, che sarebbe stata modificata rispetto al progetto iniziale. Nel dicembre 2014 viene annunciato come titolo ufficiale Marvel's A.K.A. Jessica Jones, tuttavia nel giugno 2015 la Marvel accorciò il titolo a un semplice Marvel's Jessica Jones.
Nel gennaio 2015 il COO di Netflix Ted Sarandos affermò che sono possibili più stagioni della serie e che Netflix avrebbe guardato "l'accoglienza da parte dei fan della Marvel ma anche del pubblico più generalista" per stabilire se dare alla serie più stagioni. Nel luglio 2015 Sarandos dichiarò che alcune serie selezionate avrebbero avuto più stagioni, e Rosenbeg affermò di essere fiduciosa riguardo a una seconda stagione, prima della miniserie sui Difensori. In seguito Rosenberg riprese l'argomento, spiegando che la Marvel e Netflix avevano parlato di una possibile seconda stagione, anche se "potrebbe non essere possibile da un punto di vista logistico" avere una seconda stagione di Jessica Jones prima del debutto di The Defenders. Il 17 gennaio 2016 la serie venne rinnovata per una seconda stagione. Raelle Tucker venne chiamata come produttrice esecutiva e sceneggiatrice per la seconda stagione, sostituendo Liz Friedman.

### Sceneggiatura
Gli sceneggiatori hanno lavorato alla serie da Los Angeles, mentre un membro del gruppo stava a New York durante il periodo delle riprese. Parlando del tono della serie nel luglio 2015, il capo della Marvel Television Jeph Loeb disse: "Quando abbiamo iniziato a parlare di Daredevil, abbiamo promesso che avremmo raccontato una storia che fosse in primis una storia di crimine e poi uno show di supereroi. Questo è più un thriller psicologico. Ciò si vede quando si pensa a ciò che è successo a Jessica, e a cosa ha rovinato la sua vita e a come lei cerchi di rimettersi in piedi, e poi deve confrontarsi con la persona che ha distrutto il suo mondo, è un punto molto potente ed emozionante da cui iniziare". Alla fine del mese, Rosenberg spiegò che, dal momento che Jessica Jones è un'investigatrice privata, ci sarebbero stati alcuni elementi procedurali nella serie, "ma non è quello il nostro focus. Ci sono dei casi. In particolare, c'è un caso che viene affrontato lungo tutta la stagione".
Parlando della libertà concessa alla serie, Rosenberg spiegò che va molto oltre il lavoro fatto da Brian Michael Bendis con Alias, affermando: "È questo il bello di lavorare con Netflix. Sono 13 episodi. Non c'è un episodio pilota e non ci si preoccupa dei pareri, delle reazioni e dei rating. Sei in una bolla. Per cui, qual è la storia che vuoi raccontare? Dove vuoi arrivare con questi personaggi? A volte può far paura, ma penso anche che sia l'esperienza più liberatoria che abbia mai avuto". Nell'ottobre 2015, Rosenberg ha affermato: "Abbiamo iniziato con l'incredibile materiale di Bendis e Jessica Jones non è così conosciuta nell'universo Marvel come Daredevil o altri, per cui ci è concessa molta libertà in questo senso. Ci sono alcune restrizioni che riguardano la mitologia del Marvel Cinematic Universe, ma oltre a quello eravamo liberi". Parlando della natura più adulta della serie, Rosenberg spiegò che le uniche restrizioni imposte dalla Marvel sono il divieto di mostrare nudità e l'uso della parola fuck.

### Casting
Nell'agosto 2014 Sarandos dichiarò che gli sceneggiatori erano al lavoro e che erano in corso i casting per il ruolo principale. Intorno al novembre 2014 venne riportato che Krysten Ritter, Alexandra Daddario, Teresa Palmer, Jessica De Gouw e Marin Ireland erano in lizza per il ruolo di Jessica Jones. Inoltre Lance Gross, Mike Colter e Cleo Anthony erano in lizza per il ruolo di Luke Cage, che è un personaggio ricorrente in Jessica Jones prima di debuttare nella sua serie. Nel dicembre 2014 Krysten Ritter venne scelta come interprete di Jessica Jones. Ritter e Palmer erano le scelte finali della produzione, ed entrambe hanno fatto dei provini insieme a Colter per testare l'alchimia. Sempre a dicembre Colter viene scelto per il ruolo di Luke Cage. Nel mese seguente entrarono a far parte del cast David Tennant nel ruolo di Zebediah Killgrave, e Rachael Taylor in quello di Patricia “Trish” Walker. A febbraio si aggiunse al cast Carrie-Anne Moss. Nell'ottobre 2015 il personaggio di Moss venne rivelato essere la versione femminile del personaggio dei fumetti Jeryn Hogarth. Sempre a febbraio si aggiunsero al cast Eka Darville, Erin Moriarty e Wil Traval, interpreti rispettivamente di Malcolm, Hope Shlottman e Will Simpson.
Ritter, Taylor e Moss ritornano nella seconda stagione, e si uniscono al cast Leah Gibson nel ruolo di Inez e J.R. Ramirez nel ruolo di Oscar. Nell'agosto 2017 venne annunciato che Tennant avrebbe ripreso il ruolo di Kilgrave nella serie.

### Riprese
La serie è girata a New York, incluse zone di Brooklyn e Long Island City che ricordano la vecchia Hell's Kitchen, e in teatro di posa. Il 3 aprile 2017 sono iniziate le riprese della seconda stagione. La nuova showrunner Melissa Rosenberg ha confermato la possibilità di affidare la regia degli episodi a sole donne.

### Design

#### Titoli di testa
I titoli di testa della serie contengono degli artwork di David Mack, autore delle reinterpretazioni originali del fumetto Alias. Il design incorpora il tema jazz del compositore Sean Callery con i disegni di Mack, "portando lo spettatore attraverso vicoli di Hell's Kitchen sempre più squallidi e noir, come se vedessimo attraverso gli occhi di Jessica".

#### Costumi
Stephanie Maslansky, costumista di Daredevil, ricopre lo stesso ruolo anche in Jessica Jones. Parlando del vestiario di Jessica, Maslansky affermò: "Jessica considera i suoi vestiti come un'armatura e uno scudo, un qualcosa che la aiuta a mantenere le distanze dalle altre persone e la sua privacy. È come se le impedissero di avere a che fare col resto dell'umanità". Sono state realizzate almeno 10 versioni della giacca di Jessica, tra cui una giacca di pelle da motociclista dell'Acne Studios a cui sono stati tolti tutti gli accessori superflui, mentre sono stati usati 20 paia di jeans, a cui è stato dato un aspetto logoro, come se fossero stati usati per molto tempo. Maslansky, che inizialmente aveva pianificato di creare un guardaroba personalizzato per Kilgrave, usò numerosi completi creati dallo stilista Paul Smith per le sue collezioni passati, poiché Smith "va pazzo per il viola". Parlando dei vestiti di Kilgrave, Maslansky aggiunse che i costumisti "volevano trovare il giusto equilibrio nell'utilizzo di varie tonalità di viola, senza però renderlo ridicolo, poiché avrebbe smesso di apparire nefasto e minaccioso". Riguardo a Luke Cage, Maslansky spiegò che, come Jessica, anche lui "usa i vestiti come una protezione", e creò un guardaroba contenente T-shirt, jeans, giacche di pelle o giubbotti militari".

### Effetti speciali
Gli effetti visivi della serie sono realizzati dallo studio Shade VFX di New York, che si è occupato anche degli effetti visivi di Daredevil.

### Tie-in
Jessica Jones è la seconda delle serie ordinate da Netflix dopo Daredevil ed è seguita da Luke Cage, Iron Fist, dalla miniserie The Defenders e da The Punisher. Nel novembre 2013, il CEO della Disney Bob Iger rivelò che se i personaggi dovessero risultare popolari potrebbero essere portati anche sul grande schermo. Nell'agosto 2014 Vincent D'Onofrio, interprete di Kingpin in Daredevil, dichiarò che la Marvel ha "dei grossi piani in serbo" per il futuro dopo le serie tv.
Su un crossover con Daredevil, le cui riprese della prima stagione terminarono nel periodo in cui cominciò il casting di Jessica Jones, Loeb disse: "Sono nella stessa area. In alcuni casi si trovano nello stesso quartiere. Una delle cose importanti per noi è che, quando entri in una stazione di polizia, è la stessa stazione di polizia. Quando vai in un ospedale, cominci a vedere le stesse persone. Ma non vogliamo che le persone comincino a dire 'Aspetta, è Matt Murdock quello che cammina per la strada?' perché risulterebbe strano, e in qualche modo anche falso". Sul posto della serie nel MCU, specificatamente all'interno delle serie di Netflix, Rosenberg affermò che "Jessica Jones è uno show molto, molto diverso da Daredevil. Esistiamo nello stesso universo cinematografico e la mitologia dell'universo è la stessa, ma hanno un aspetto molto diverso, tematicamente sono diversi... era questo il mio più grande dubbio quando sono arrivata: dovrò adattarmi a Daredevil e a quello che c'è stato prima? E la risposta è no".
Nei fumetti il personaggio di Jeryn Hogarth è strettamente legato a Pugno d'acciaio, che a sua volta è particolarmente legato a Luke Cage per aver lavorato come membro degli Eroi in vendita.

## Colonna sonora
Le musiche della serie sono composte da Sean Callery. La colonna sonora della prima stagione è stata pubblicata il 3 giugno 2016.

## Promozione
Tra il settembre e l'ottobre 2015 Netflix pubblicò una serie di teaser trailer che mostrano una giornata tipica di Jessica Jones. Al New York Comic Con 2015 è stato proiettato il primo episodio, "AKA Ladies Night". Nell'ottobre 2015 è stato pubblicato il full trailer. A novembre viene pubblicato un secondo trailer.
Nel maggio 2015 la Marvel annunciò una nuova ristampa di Alias in occasione dell'uscita della serie, con nuove copertine disegnate da David Mack. I primi due volumi sono stati pubblicati nel settembre 2015. In Italia la ristampa è pubblicata da Panini Comics da novembre 2015. Nell'ottobre 2015 la Marvel distribuì un fumetto one-shot di 12 pagine firmato da Bendis e Gaydos, il team creativo di Alias, ambientato nell'universo della serie. Il fumetto mostra Jessica Jones andare a far visita in ospedale a Turk Barrett per prendere i soldi per una delle sue ragazze; Barrett rivela a Jones di essere in ospedale a causa del "diavolo di Hell's Kitchen", nome che Jessica sente per la prima volta.

## Distribuzione
Gli episodi della prima stagione di Jessica Jones sono stati pubblicati simultaneamente il 20 novembre 2015 in tutti i territori in cui Netflix è disponibile, anche in risoluzione 4K.
Il 28 febbraio 2022 (in alcuni Paesi il primo marzo), la serie è stata tolta da Netflix insieme a tutte le serie "Marvel Knights", per essere raccolta nella saga "Defenders" disponibile nello stesso anno su Disney+.

## Accoglienza

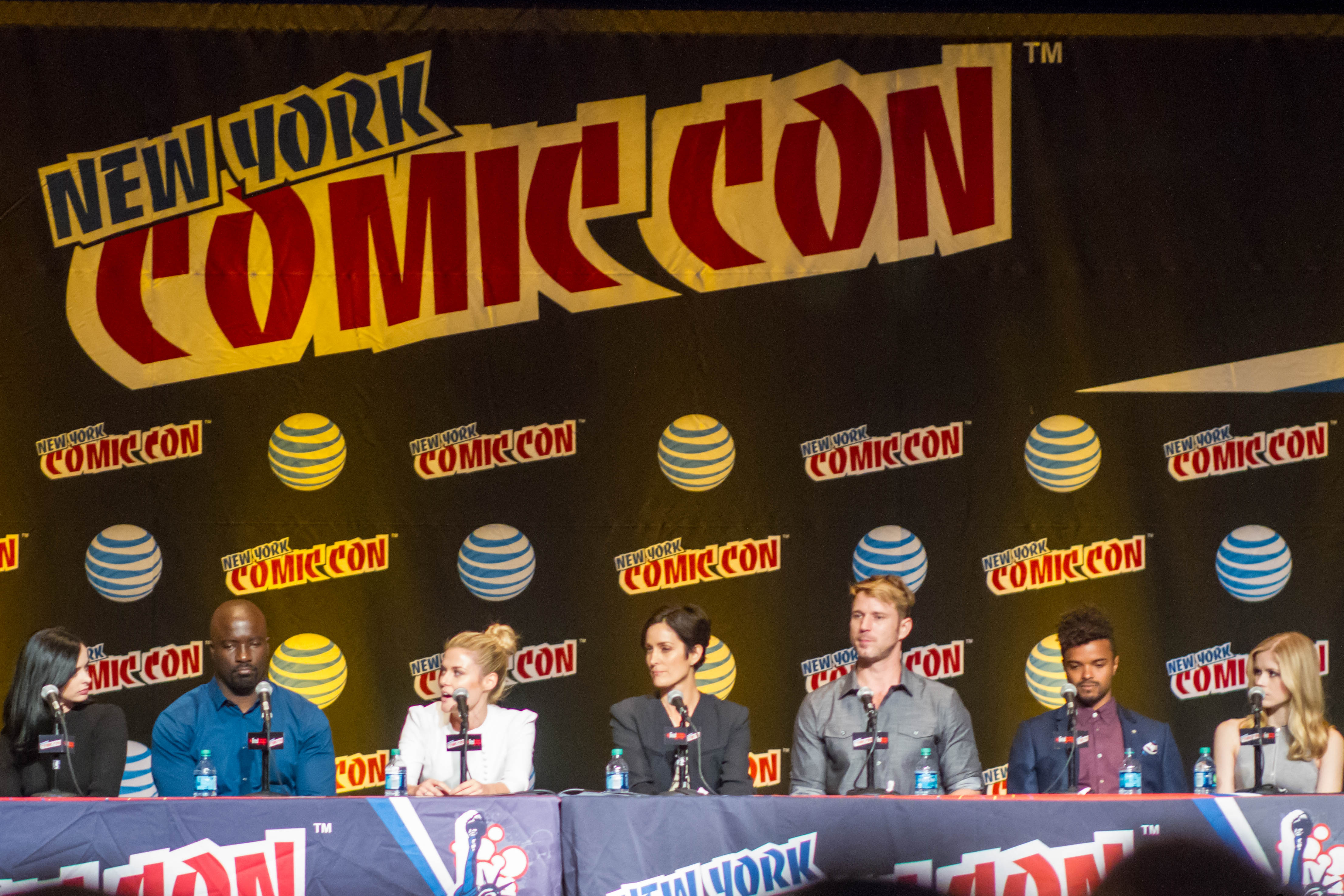
Il cast della serie al New York Comic-Con 2015

La serie è stata accolta positivamente dalla critica. Su Rotten Tomatoes la prima stagione ha una percentuale di gradimento del 92% basata su 50 recensioni, con un voto medio di 8 su 10. Su Metacritic la prima stagione ha un voto di 81 su 100, basato su 30 recensioni.
Il primo episodio della serie, proiettato in anteprima al New York Comic-Con 2015, è stato accolto positivamente dal pubblico. Eric Goldman di IGN, commentando l'episodio, ha scritto che "Jessica Jones parte con una solida premiere che mostra fortemente come la serie sia il progetto più maturo del Marvel Cinematic Universe". Ha inoltre lodato l'interpretazione di Ritter e del resto del cast. Evan Valentine di Collider ha scritto: "Jessica Jones è un'altra fantastica conquista per l'accordo Marvel-Netflix, esplorando un mondo che pochi film e serie televisive tratti da fumetti hanno osato mostrare. Senza alcun dubbio, questo primo episodio vi conquisterà, lasciandovi senza fiato dalle sorprese che ha in serbo". George Marston di Newsarama ha dato al primo episodio 10 su 10, affermando: "Sostenuto fortemente da una performance controllata da parte di Krysten Ritter, Jessica Jones raggiunge un bilanciamento tra un noir consapevole di sé e le prime prove della Marvel con l'horror psicologico. Lunatica ma non autoritaria, divertente senza essere ridicola, e appesantita da una serietà che non risulta mai opprimente, Jessica Jones è in procinto di essere non solo un'altra scommessa vinta per Marvel e Netflix, ma anche un punto di riferimento per le supereroine in TV". Recensendo i primi sette episodi della serie, Jack Shepard di The Independent ha scritto che la serie "non solo è al livello di Daredevil ma supera tutte le aspettative". Shepard ha lodato l'interpretazione di Tennant come Kilgrave, affermando che è uno dei migliori villain della Marvel, e possibilmente il miglior villain sullo schermo dai tempi del Joker di Heath Ledger". Merrill Barr di Forbes ha scritto: "Molti si sono chiesti se la Marvel Television potesse ripetere il successo di Daredevil. Fortunatamente, basandomi sui primi sette episodi, la risposta è un potente sì. [...] Senza mezzi termini, Jessica Jones è la cosa migliore che la Marvel Television abbia mai prodotto. Contiene tutte le speranzose aspettative di Agents of S.H.I.E.L.D., tutte le allusioni femministe di Agent Carter e tutta la crudezza di Daredevil". Anche Dominic Patten di Deadline.com ha lodato la serie, in particolare l'influenza di Rosenberg sulla serie, la copertura di temi come il "PTSD, l'abuso sessuale, la vergogna e la morte" e il cast, affermando che Kilgrave è la miglior interpretazione di Tennant e il miglior villain del MCU. Anche Maureen Ryan di Variety ha dato un giudizio positivo, scrivendo: "La serie, che offre una performance eccezionale di Krysten Ritter e una guida sicura da parte di Melissa Rosenberg, non solo è un contendente per il titolo di miglior serie Marvel in TV; in una scena televisiva estremamente affollata, è una delle più uniche nuove serie televisive dell'anno". Mary McNamara del Los Angeles Times ha scritto che Jessica Jones "ha ridefinito il concetto di supereroe", e ha lodato la serie per la sua analisi del recupero da una relazione sessualmente e fisicamente abusiva.
Anche Daniel Fienberg di The Hollywood Reporter ha dato pareri positivi su Jessica Jones, affermando che la serie "appare e sembra un po' come una serie anti-eroe da TV via cavo, ma in realtà è più una storia post-eroe, riuscendo a risultare affascinante e unica in un mercato in cui non mancano i filantropi mascherati di ogni tipo". La sua unica critica riguarda il fatto che lo show "condivide la fissazione maniacale di Jessica per Kilgrave, e il risultato è una sorta di claustrofobia narrativa... ogni cosa negli episodi iniziali si collega a Kilgrave e Kilgrave è una figura così contorta che non entra nessuna luce". Melissa Maerz di Entertainment Weekly è stata più critica, e ha scritto che la serie "avrebbe potuto farcela se non fosse per i cliché noir (la musica jazz, le ombre attraverso i vetri) e la struttura procedurale che fa molto CSI: Marvel. La più grande debolezza dello show è la stessa di Jessica: comincia con un potenziale incredibile, ma da qualche parte lungo la strada perde ciò che la rende speciale".

## Riconoscimenti
- 2015 - TVLine's Performer of the Week (Krysten Ritter per Sei il nostro vincitore!)[74]
- 2016 - People's Choice Awards[75]
  - Candidato - Miglior attore in una serie televisiva fantasy/sci-fi (David Tennant)
- 2016 - Critics' Choice Television Awards[76]
  - Candidato - Miglior attrice in una serie drammatica (Krysten Ritter)
- 2016 - Dorian Awards[77]
  - Candidato - TV Performance of the Year – Actress (Krysten Ritter)
- 2016 - Empire Awards[78]
  - Candidato - Miglior serie televisiva
- 2016 - Peabody Awards[79]
  - Entertainment and Children's programs
- 2016 - Nebula Award[80]
  - Candidato - Ray Bradbury Award for Outstanding Dramatic Presentation per Sorridi (Scott Reynolds, Melissa Rosenberg e Jamie King)
- 2016 - Webby Awards[81]
  - Special Achievement: Best Actress (Krysten Ritter)

- 2016 - Glamour Awards[82]
  - International TV Actress (Krysten Ritter)
- 2016 - Saturn Awards[83]
  - Candidato - Miglior attore non protagonista in una serie televisiva (David Tennant)
  - Candidato - Miglior attrice in una serie televisiva (Krysten Ritter)
  - Candidato - Miglior serie televisiva new media
- 2016 - Television Critics Association[84]
  - Candidato - Miglior nuovo programma
- 2016 - Hugo Awards[85]
  - Premio Hugo per la miglior rappresentazione drammatica, forma breve per Sorridi
- 2016 - Primetime Creative Arts Emmy Awards[86]
  - Miglior tema musicale originale di una sigla (Sean Callery)
  - Candidato - Miglior design di una sigla
- 2016 - Online Film & Television Association Award[87]
  - Candidato - Miglior nuovo tema musicale in una serie televisiva (Sean Callery)
  - Candidato - Miglior sequenza di una sigla

## Altri media
- Nel novembre 2015 Jessica Jones, insieme a Daredevil è stata aggiunta come personaggio giocabile dei videogiochi Marvel: Contest of Champions e Marvel Future Fight.[88]